# Frisky Dingo
Frisky Dingo är en amerikansk animerad serie skapad av Adam Reed och Matt Tompson för TV-kanalen Adult Swim. Serien fokuserar på konflikten mellan superskurken Killface och superhjälten Awesome X. Serien är humoristisk och innehåller parodier och klicheer om "superhjältegenren". Serien debuterade den 16 oktober 2006. 